# Stadtbibliothek Schaffhausen
Die Stadtbibliothek Schaffhausen gehört zu den Studien- und Bildungsbibliotheken.

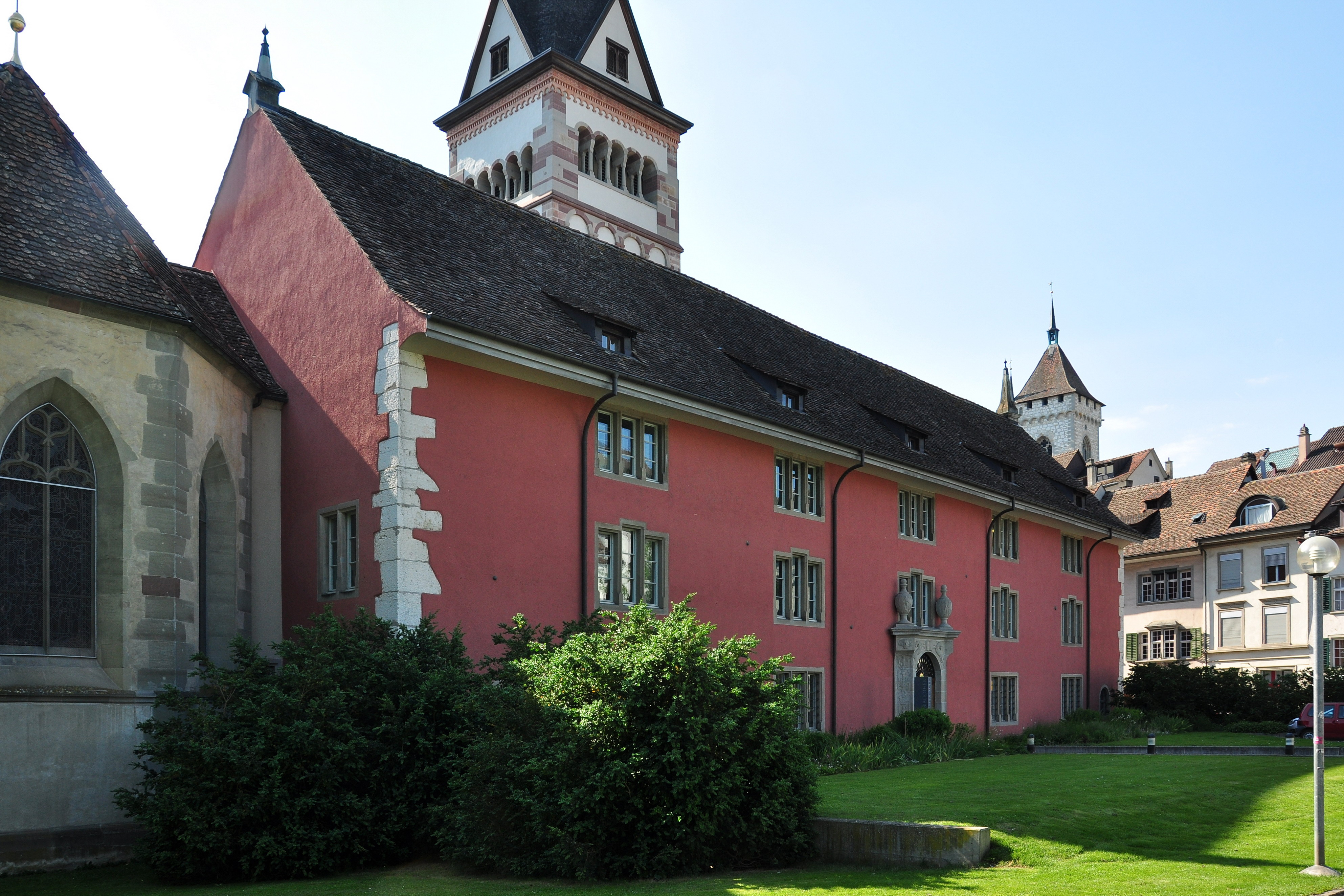

Sie pflegt einen wissenschaftlichen Universalbestand, ohne jedoch mit einer Hochschule verbunden zu sein. Da der Kanton Schaffhausen keine eigene Bibliothek führt, nimmt die Stadtbibliothek die Aufgaben einer Kantonsbibliothek wahr. Als solche sammelt sie Literatur zur Orts- und Regionalgeschichte, kann sich dabei jedoch, wie auch die meisten anderen Schweizer Kantonsbibliotheken nicht auf ein Pflichtexemplarrecht stützen.
Eine Kantonsbibliothek soll sich aber nicht allein der wissenschaftlichen und historischen Bestandespflege widmen, sondern auch einen Unterhaltungsauftrag gegenüber der Bevölkerung erfüllen. Diese Doppelfunktion teilen sich in Schaffhausen zwei räumlich getrennte Bibliotheken:
- die Stadtbibliothek am Münsterplatz ▼Koordinaten: 47° 41′ 43,4″ N, 8° 38′ 13,4″ O; CH1903: 689964 / 283439 mit den historischen Beständen, Handschriften, Inkunabeln, wissenschaftlicher Spezialliteratur, Schaffhauser Kulturgut (Scaphusiana) und der Ministerialbibliothek. Sie wird weiterhin als Magazinbibliothek verwaltet.
  - Medienbestand (2023): 232'000[1]
- die Freihandbibliothek Agnesenschütte ▼ als moderne, öffentliche Bibliothek mit Freihandaufstellung von populärwissenschaftlicher und unterhaltender Literatur, Kinder- und Jugendbüchern, audio-visuellen Medien.
  - Medienbestand (2023): 46'500[1]

Daneben pflegt die Stadtbibliothek Schaffhausen einen digitalen Bestand von gut 40'000 Einheiten.

## Geschichte
Schaffhausen hat eine lange und reiche Bibliotheksgeschichte. Bereits das im Jahre 1049 gegründete Benediktinerkloster Allerheiligen besass eine Bibliothek und ein Skriptorium. Das erste Bücherverzeichnis aus jener Zeit ist erhalten, ebenso rund 70 Handschriften aus dem 11./12. Jahrhundert. Im Zuge der Reformation wird das Kloster jedoch aufgehoben, der Bibliotheksbestand geht an die reformierte Geistlichkeit über und bildet nun den Grundstock der 1547 erstmals erwähnten Ministerialbibliothek. Diese Bibliothek bleibt unter geistlicher Obhut; ihr Bestand wird heute als Depositum von der Stadtbibliothek verwaltet.
Da die Ministerialbibliothek zu sehr auf theologische Literatur spezialisiert und der Öffentlichkeit nicht zugänglich war, gründen 1636 einige Schaffhauser Bürger nach dem Vorbild der Zürcher Bürgerlichen Bibliothek eine eigene Bibliothek. Diese Bürgerbibliothek ist vor allem eine wissenschaftliche Bibliothek, die den Drang der Zeit nach allgemeiner Gelehrsamkeit befriedigen soll. Um einen Bestand aufzubauen und zu erweitern, ist die Bürgerbibliothek auf freiwillige Buch- und Geldspenden aus der Bevölkerung angewiesen. In ihrer Anfangszeit ist sie im Kreuzsaal des aufgehobenen Klosters Allerheiligen untergebracht, zieht dann aber 1792 an die Rheinstrasse um. Zu Beginn des 19. Jahrhunderts geht die Bürgerbibliothek in den Besitz der Stadt über, erhält eine neue rechtliche Grundlage und heisst von nun an offiziell Stadtbibliothek.
Im Laufe des 19. Jahrhunderts weiten sich der Benutzerkreis und die Aufgaben der Bibliothek aus. Um für die neuen Ansprüche genügend Platz bereitzustellen, wechselt sie erneut den Standort und lässt sich 1829 erst auf dem Herrenacker, dann 1923 im Korn- und Kabishaus beim Münsterturm nieder. Seitdem beherbergt die Bibliothek die dem Haus zugehörige Oswaldkapelle. Das Gebäude wird zwischen 1993 und 1995 abermals umgebaut und durch ein unterirdisches Magazin erweitert.
1986 wurde die Zentralisation von verschiedenen Funktionsbereichen in einem Gebäude aufgehoben. Es entstehen die beiden – zwar räumlich getrennten, aber gemeinsam verwalteten – Teilbibliotheken.

## Benutzung und Bestand

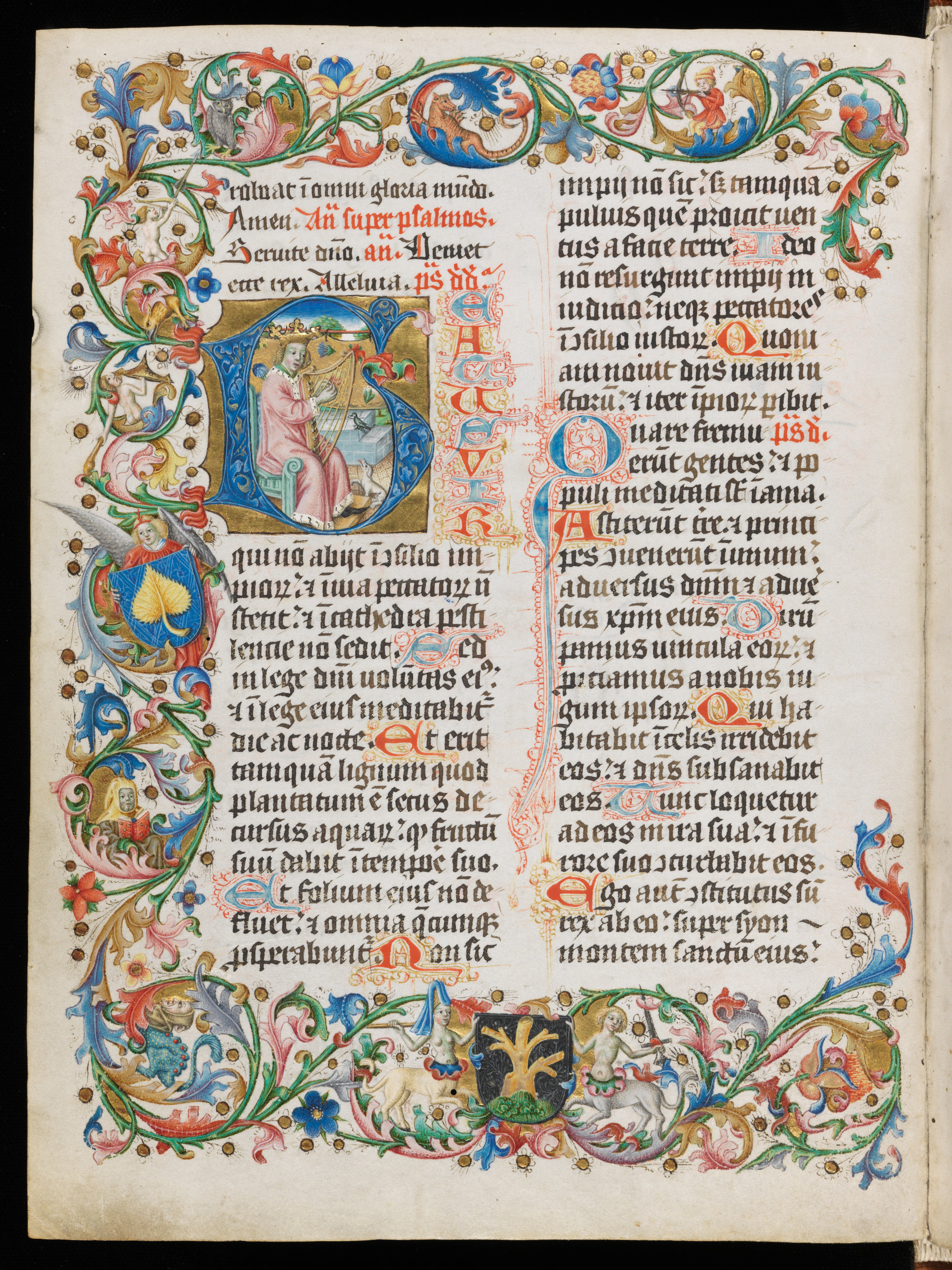
Handschrift auf Pergament (1459)

Die Stadtbibliothek und die von ihr verwaltete Ministerialbibliothek zeichnen sich durch einen umfangreichen Altbestand aus: 160 mittelalterliche Handschriften aus dem Kloster Allerheiligen und aus anderen Provenienzen, darunter die Vita s. Columbae (7. Jahrhundert), 260 Inkunabeln (Drucke aus der Zeit vor 1500), Manuskripte und Briefe aus der Reformationszeit und aus dem 18. Jahrhundert. Der Bestand wird sukzessive digitalisiert und auf den Portalen e-rara für alte und wertvolle Drucke und e-codices für mittelalterliche Handschriften zur Verfügung gestellt. Besonders zu erwähnen sind die Papiere des Schaffhauser Reformators Johann Conrad Ulmer (1519–1600) und die Nachlässe der Brüder Johannes von Müller (1752–1809) und Johann Georg Müller (1759–1819).
Die Stadtbibliothek am Münsterplatz und die Freihandbibliothek Agnesenschütte richten sich an alle und bieten Räumlichkeiten für Selbststudium, Begegnung und Gedankenaustausch. Die Benutzung der Bibliotheken ist kostenlos. Für die Ausleihe nach Hause braucht es eine persönliche Benutzerkarte. Diese Karte ist sowohl für die Bibliothek Agnesenschütte als auch für die Bibliothek am Münsterplatz gültig.
Über den Onlinekatalog kann der Benutzer Recherchen zum Bestand beider Bibliotheken ausführen. Dort sind alle Bücher und Medien ab 1985 und zunehmend auch ältere Bestände verzeichnet.